# Namdalseid
Namdalseid est une ancienne commune norvégienne située dans le comté de Trøndelag. Le 1er janvier 2020, elle a fusionné avec la commune de Namsos.